# كريستينا جالفيز
كريستينا جالفيز (بالإسبانية: Cristina Gálvez)‏ هي نحّاتة بيروفية، ولدت في 1916 في ليما في بيرو، وتوفي بنفس المكان في 1982.